# Mistrzostwa Oceanii U-20 w Rugby Union Mężczyzn 2017
Mistrzostwa Oceanii U-20 w Rugby Union Mężczyzn 2017 – trzecie mistrzostwa Oceanii U-20 w rugby union mężczyzn, oficjalne międzynarodowe zawody rugby union o zasięgu kontynentalnym organizowane przez Oceania Rugby mające na celu wyłonienie najlepszej w Oceanii męskiej reprezentacji narodowej złożonej z zawodników do lat dwudziestu. Zostały rozegrane w formie dwóch turniejów w okresie od 28 kwietnia do 2 grudnia 2017 roku. W walce o tytuł mistrzowski wzięły udział cztery zespoły, pozostałe drużyny, które przystąpiły do rozgrywek, wystąpiły zaś w niższej dywizji.

## Championship
Mistrzostwa zostały zorganizowane na boisku Bond University w Gold Coast w ciągu trzech meczowych dni pomiędzy 28 kwietnia a 6 maja 2017 roku i wzięły w nim udział cztery zespoły rywalizujące systemem kołowym. Dla wszystkich czterech reprezentacji zawody były formą przygotowań do Mistrzostw Świata 2017 bądź World Rugby U-20 Trophy 2017.
Z kompletem wysokich zwycięstw w turnieju triumfowała reprezentacja Nowej Zelandii.
| 28 kwietnia 201717:00 | Nowa Zelandia U-20 | 63:3 | Fidżi U-20           | Bond University, Gold Coast |
| 28 kwietnia 201717:00 | Ciarahn Matoe 2 (pd) Dalton Papaliʻi 5 (P) Luke Jacobson 5 (P) Orbyn Leger 5 (P) Ryan Coxon 5 (P) Tiaan Falcon 21 (6pd 3K) Tom Christie 5 (P) William Jordan 15 (3P) | 63:3 | Viliame Botitu 3 (K) | Bond University, Gold Coast |

| 28 kwietnia 201719:00 | Australia U-20 | 43:20 | Samoa U-20                                                  | Bond University, Gold Coast |
| 28 kwietnia 201719:00 | Angus Scott-Young 5 (P) Efitusi Maafu 5 (P) Harry Johnson-Holmes 5 (P) James Ramm 5 (P) Len Ikatau 5 (P) Reece Hewat 5 (P) Ryan Lonergan 13 (P 4pd) | 43:20 | Ricky Ene 10 (2pd 2K) Telea Tanielu 5 (P) Fred Filipo 5 (P) | Bond University, Gold Coast |

| 2 maja 201715:00 | Nowa Zelandia U-20 | 80:23 | Samoa U-20                                            | Bond University, Gold Coast |
| 2 maja 201715:00 | Asafo Aumua 5 (P) Braydon Ennor 10 (2P) Caleb Clarke 5 (P) Carlos Price 5 (P) Ciarahn Matoe 12 (6pd) Dalton Papaliʻi 5 (P) Ezekiel Lindenmuth 5 (P) Jona Nareki 5 (P) Luke Jacobson 5 (P) Ryan Coxon 7 (P pd) Samuel Slade 5 (P) Thomas Umaga-Jensen 5 (P) Tiaan Falcon 8 (4pd) | 80:23 | Pupi Ah See 5 (P) Ricky Ene 15 (5K) Fred Filipo 5 (P) | Bond University, Gold Coast |

| 2 maja 201717:00 | Australia U-20                                                                           | 32:24 | Fidżi U-20 | Bond University, Gold Coast |
| 2 maja 201717:00 | Efitusi Maafu 10 (2P) Harry Nucifora 12 (3pd 2K) Reece Hewat 5 (P) Theodore Strang 5 (P) | 32:24 | Apisalome Bogidrau 5 (P) Luke Tagi 5 (P) Peceli Vukatavo 5 (pd K) Salimoni Tukania 5 (P) Viliame Botitu 4 (2pd) | Bond University, Gold Coast |

| 6 maja 201717:00 | Samoa U-20                                                                                             | 39:29 | Fidżi U-20 | Bond University, Gold Coast |
| 6 maja 201717:00 | Ivan Fepuleai 5 (P) Oikumene Paisami 5 (P) Pupi Ah See 10 (2P) Ricky Ene 14 (P 3pd K) Setu Enoka 5 (P) | 39:29 | Jamie Kotz 12 (P 2pd K) Poniani Batiniu 5 (P) Ratu Peni Matawalu 5 (P) Tevita Bolatolu 2 (pd) Veramu Turagavola 5 (P) | Bond University, Gold Coast |

| 6 maja 201719:00 | Australia U-20        | 6:43 | Nowa Zelandia U-20                                                                                       | Bond University, Gold Coast |
| 6 maja 201719:00 | Harry Nucifora 6 (2K) | 6:43 | Luke Jacobson 10 (2P) Tamati Tua 5 (P) Tiaan Falcon 13 (5pd K) Tom Christie 5 (P) William Jordan 10 (2P) | Bond University, Gold Coast |

## Trophy
Zawody odbyły się w formie dwóch meczów rozegranych w dniach 28 listopada i 2 grudnia 2017 roku w fidżyjskim mieście Lautoka pomiędzy reprezentacjami Tonga i Fidżi, a ich stawką było prawo gry w World Rugby U-20 Trophy 2018. Obydwa spotkania zakończyły się remisami, triumf w zawodach odnieśli jednak gospodarze z uwagi na bonusowy punkt z drugim z pojedynków.
| 28 listopada 2017 | Fidżi U-20                                            | 15:15 | Tonga U-20     | Churchill Park, Lautoka Sędzia: Faʻavae Neru |
| 28 listopada 2017 | Boginidrau 5 (P) Batiniu 5 (P) Samusamuvodre 5 (pd K) | 15:15 | Masima 15 (5K) | Churchill Park, Lautoka Sędzia: Faʻavae Neru |

| 2 grudnia 2017 | Fidżi U-20                                                                                | 26:26 | Tonga U-20                                           | Churchill Park, Lautoka Sędzia: Alan Aiolupotea |
| 2 grudnia 2017 | Derenalagi 5 (P) Ratu 9 (P 2pd) Tavanavanua 5 (P) Samusamuvodre 2 (pd) Dikidikilati 5 (P) | 26:26 | Pakalani 5 (P) Masima 11 (pd 3K) Tai 5 (P) Oto 5 (P) | Churchill Park, Lautoka Sędzia: Alan Aiolupotea |